# IBM LUM
IBM LUM (IBM License Use Management) ist eine Lizenzmanagementsoftware der Firma IBM. IBM LUM für AIX wird als Standardkomponente des Betriebssystems AIX ausgeliefert und ist auch für viele andere Unix-Betriebssysteme und für Windows verfügbar. CATIA ist die vermutlich am häufigsten mit diesem Lizenzmanager zusammen verwendete Anwendungssoftware. 